# اک یی اویون
اک یی اویون (انگلیسی: Ek Yi Oun)؛ زادهٔ ۱۹۱۰ – درگذشتهٔ ۲۰۱۳/۰۱/۰۱) یک سیاست‌مدار اهل کامبوج که از ۱۱ ژانویه ۱۹۵۸ تا ۱۷ ژانویه ۱۹۵۸ نخست‌وزیر این کشور بود.